# Hurikán Gabrielle (2001)
Hurikán Gabrielle byl severoatlantický hurikán, který v září 2001 způsobil záplavy na Floridě a v Newfoundlandu. Vyvinul se 11. září v Mexickém zálivu. Ve stejný den jako teroristické útoky v New Yorku, po nichž byly na 2 dny zrušeny všechny lety. Toto omezení pokračovalo právě na Floridě, kde 14. září hurikán udeřil. Ke břehům Floridy se přiřítil s větry o rychlosti 110 km/h. Nejprve zasáhl město Venice, kde byly tyto větry naměřeny. Město se nachází jižně od města Tampa Bay. Kombinace větru a přívalových dešťů, zapříčinila, že se na západním pobřeží ocitlo asi 570 000 lidí bez elektrické energie. Na východním pobřeží bez energie bylo zhruba 126 000 lidí. Důkazem silných dešťů bylo město Parrish, kde napršelo až 380 mm srážek. Bouře na Floridě způsobila škodu ve výši až 230 000 000 amerických dolarů. V Mexickém zálivu pak vysoké vlny zabily 2 lidi a kvůli povodním právě díky vysokým vlnám pak zemřel ještě jeden člověk, konkrétněji ve městě Winter Haven.
Po příchodu na pevninu bouře mírně zeslábla, když ale přešla před Floridu, opět zesílila a 17. září povýšila na hurikán, když procházela severozápadně od Bermud. Vítr dosahoval rychlosti 130 km/h. 19. září se z hurikánu stala mimotropická bouře. I v tomto stavu produkoval systém silné srážky. Záplavy ve městě St. John's byly označeny za nejhorší za posledních 100 let. V Newfoundlandu bouře zaplavila několik silnic a domů. Zbytky mimotropické bouře postupovaly severovýchodním směrem a rozptýlily se 21. září.

## Postup bouře

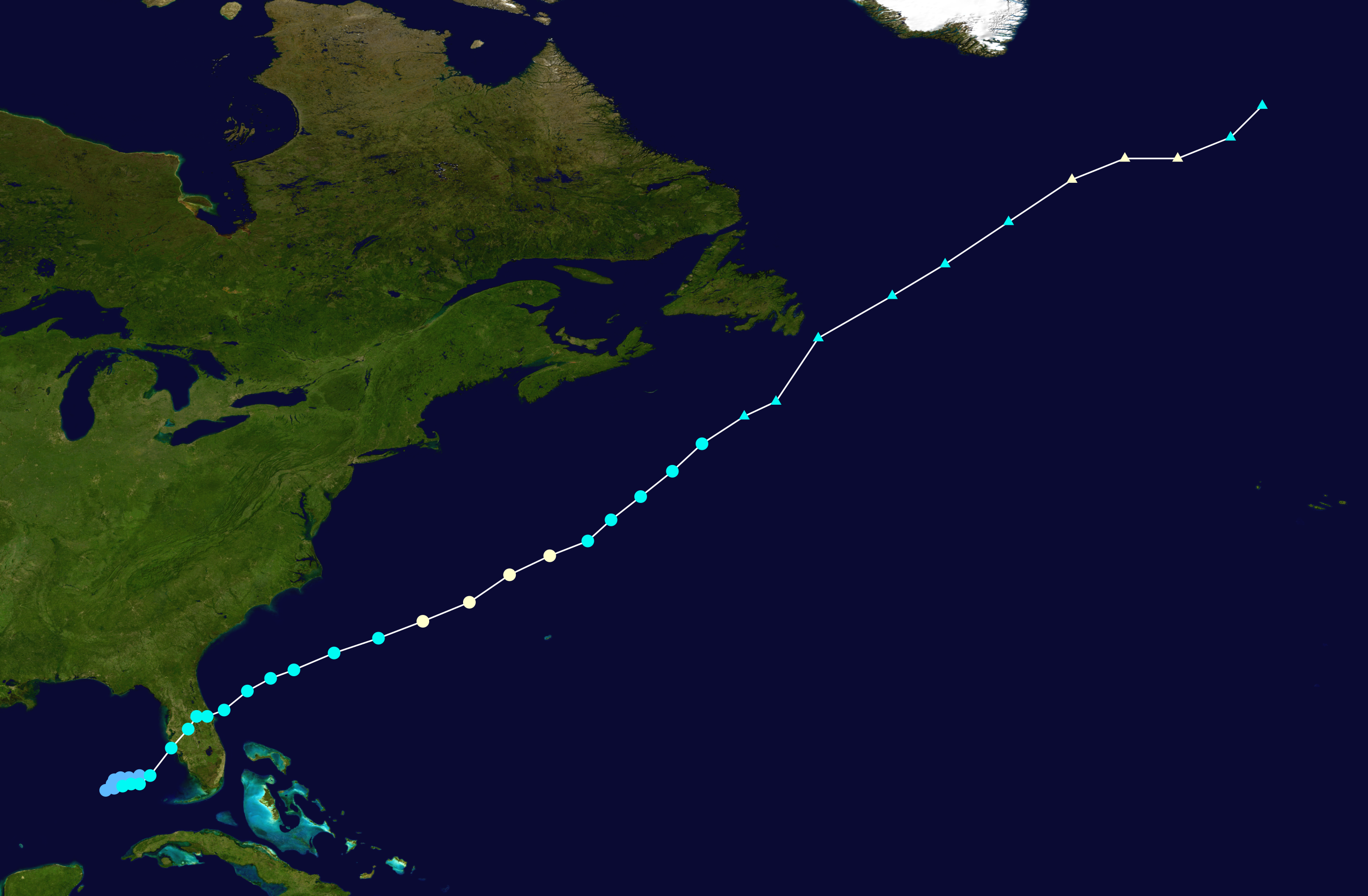
Trasa a síla hurikánu

5. září se jihovýchodně od Spojených států amerických vytvořila rozsáhlá tlaková níže. Ta zůstala po několik dnů na místě. Zvýšilo se ale proudění vzduchu a toto proudění se dostalo 9. září až nad Floridu. 11. září se systém dostal nad Mexický záliv a stával se čím dál více organizovaným a Národní hurikánové centrum ho označilo za tropickou deprese Eight. V té době se deprese nacházela 270 km západně od města Key West na Floridě. Organizování oblačnosti bránil na severu střih větru a blízká tlaková výše. Když ale výše ustoupila, deprese se stávala více organizovanou a byl i zaznamenán otáčivý pohyb oblačnosti proti směru hodinových ručiček. Ve východní části systému pak pohyb zesílil. 13. září v poledne už pak deprese byla povýšena na tropickou bouři a byla pojmenována jako tropická bouře Gabrielle. V tu dobu se bouře nacházela 320 km jihozápadně od města Venice na Floridě.
Následně tato bouře obrátila směr na severovýchod a rychle zesílila. A to i přes přetrvávající střih větru. 14. září se bouře dostala na pevninu a nedaleko Venice dosahovala rychlosti až 110 km/h. Lovci hurikánů pak zjistili, že nárazy větru dosahují úrovně hurikánu a Národní hurikánové centrum naznačilo, že Gabrielle dorazila na Floridu už jako hurikán. Oficiálně se ale udává verze tropické bouře. Nad pevninou bouře výrazně zeslábla. Přes Floridu se ale dostala s větry o rychlosti asi 72 km/h. Nad poloostrovem se zdržela 18 hodin.
15. září se proudění přiblížilo více ke středu. Průzkumný let ukázal, že oko bouře se zvětšilo a oblačnost se stala organizovanější. 17. září byla bouře povýšena na hurikán. Tak se stalo 560 km západně od Bermud. Hurikán postupoval dále na severovýchod a dále sílil. Když se nacházel 370 km severozápadně od Bermud, větry dosahovaly rychlosti až 130 km/h. Střih větru pak hurikán oslabil a 18. září už se jednalo o tropickou bouři. Mimotropická bouře se z Gabrielle stala 19. září 560 km jižně od Newfoundlandu. Ta postupovala dále na severovýchod a prošla kolem Newfoundlandu. Větry dosahovaly rychlosti 121 km/h. 21. září se pak bouře spojila s další mimotropickou bouří. Rozptýlily se na severu Atlantského oceánu.

## Přípravy na bouři

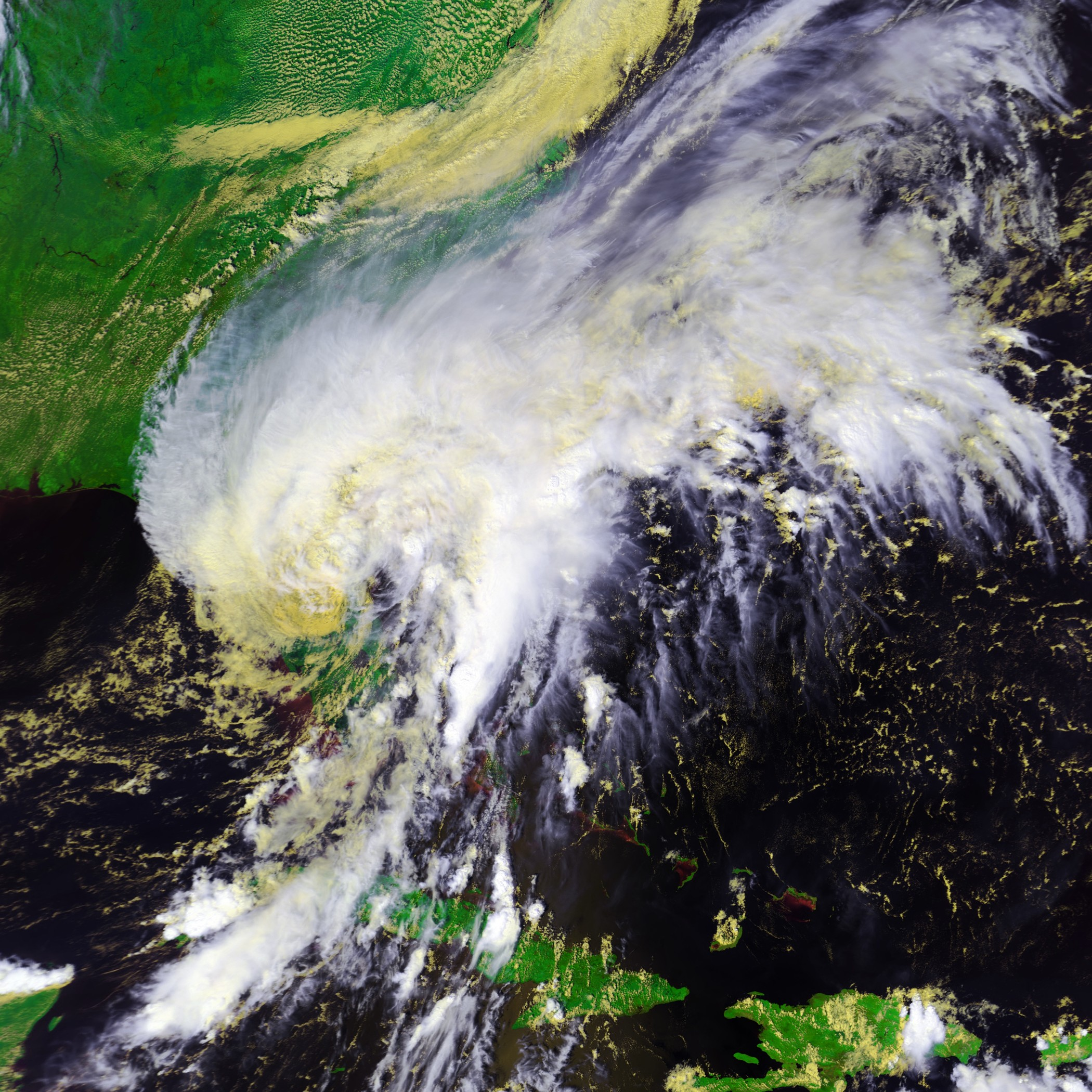
Hurikán Gabrielle nad Floridou

Krátce poté, co se stal Gabrielle tropickou bouří, vydalo Národní středisko pro hurikány varování před tropickou bouří pro oblast od ostrova Craig Key, přes skupinku ostrovů Dry Tortugas v souostroví Florida Keys až po západní pobřeží Floridy od města Flamingo po ústí řeky Suwannee. Varování bylo vydáno i pro území od provincie Chokoloskee po provincii Tarpon Springs. 14. září pak bylo vydáno varování před bouří i pro jezero Okeechobee a pro východní pobřeží Floridy pro území od města Jupiter po město Saint Augustine. Kvůli bouři bylo na západním pobřeží Floridy uzavřeno 6 škol. Všechna letadla z MacDillovy letecké základny byla preventivně evakuována do Kansasu. Gabrielle udeřil 3 dny po útocích 11. září. Právě po nich byly v celých USA zrušeny všechny lety. Po 2 dnech se letecká doprava opět rozproudila, ovšem právě v době, kdy se hurikán přestěhoval na pobřeží Floridy. Letiště Bradenton v Sarasotě bylo tedy nadále uzavřeno. V oblasti města Tampa byly uzavřeny 2 hlavní mosty. Disney World pak zavřel 3 vodní parky a několik drah.
Vláda Bermud vydala varování před vichřicí. 16. září pak bylo toto varování změněno na varování před tropickou bouří.
Na Newfoundlandu bylo vydáno varování před příchodem mimotropické bouře, tedy před zbytkem hurikánu. Výstraha před rozbouřeným mořem byla vydána pro poloostrov Avalon a rybářům bylo doporučeno nevyjíždět na moře.

## Dopady bouře

### Spojené státy
Zatímco bouře postupovala přes Mexický záliv, zavinila na pobřeží Alabamy jedno úmrtí. Vysoké vlny na severu Floridy strhly opěrnou zeď na pláži v Pensacole. Na jihu Floridy u souostroví Florida Keys pak utonul jeden muž, který spadl z lodi na volném moři, jeho smrt částečně zavinila i opilost. Když hurikán dorazil na pobřeží Floridy, ve městě Venice větry dosahovaly rychlosti až 93 km/h s nárazy 117 km/h. Vlny zde byly nejvyšší od roku 1926, dosahovaly výšky až 1,9 m. Vlny na jihu pak byly asi o 1 m nižší.
V provincii Lee County pak silný vítr poškodil několik střech. Největší škody zde ale způsobily povodně. Díky vysokým vlnám bylo na pobřeží těžce poškozeno asi 100 domů, lehce pak dalších asi 500 domů. Na ostrově Gasparilla bylo několik domů zaplaveno. V provinciích Sarasota a Manatee pak vítr porazil několik stromů a strhl elektrické vedení, a tak zůstalo asi 570 000 lidí bez elektřiny. Ve městě Bradenton vítr poničil střechu motelu a 100 lidí muselo být evakuováno. Silné deště v provincii Pasco County zaplavily část dálnice 301 (U.S. Route 301). Na západním pobřeží Floridy hurikán vyprodukoval 4 slabá tornáda. Ve městě Everglades na jihu státu dosahovaly větry rychlosti 82 km/h s nárazy až 110 km/h.